# Kemal Kılıçdaroğlu

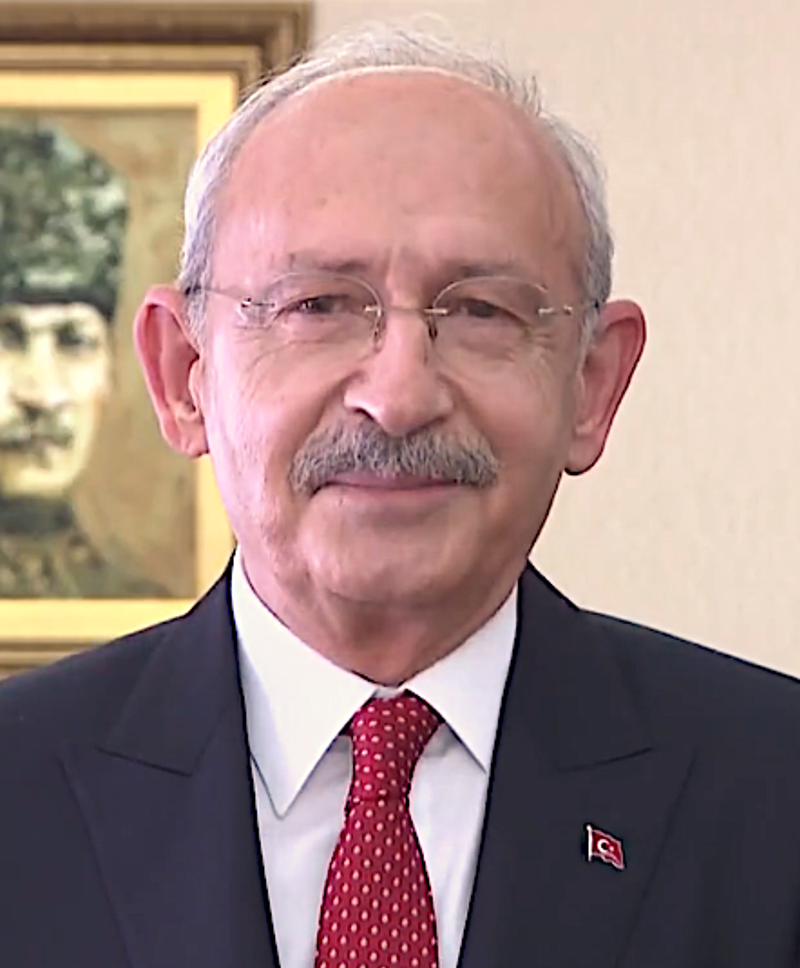
Kemal Kılıçdaroğlu (2023)

Kemal Kılıçdaroğlu [ceˈmal kɯɫɯtʃˈdaɾoːɫu]  (* 17. Dezember 1948 in Ballıca, Tunceli) ist ein türkischer Politiker. Er war von 2010 bis 2023 Vorsitzender der kemalistisch-sozialdemokratischen CHP, der größten Oppositionsfraktion im türkischen Parlament. Er war der Kandidat des Oppositionsbündnisses (Millet İttifakı) für die Präsidentschaftswahl 2023 gegen Recep Tayyip Erdoğan (AKP), unterlag diesem aber.

## Leben
Kemal Kılıçdaroğlu entstammt der alevitischen Familie Cebeligiller. Kemals Vater Kamer Karabulut änderte in Anlehnung an den Beinamen (lakap) seines eigenen Vaters den Familiennamen 1950 in Kılıçdaroğlu um.
Grund- und Mittelschule besuchte er in Erciş, Tunceli, Genç und Elazığ. Kılıçdaroğlu absolvierte im Jahr 1971 ein ökonomisches Bachelorstudium an der Akademie für Wirtschafts- und Verwaltungswissenschaften in Ankara (Gazi Üniversitesi). Später war er bis 1983 beim Finanzministerium im Rechnungswesen tätig. Er verbrachte auch ein Jahr in Frankreich. Kılıçdaroğlu ist seit 1974 mit Selvi Kılıçdaroğlu verheiratet und Vater von drei Kindern. 1983 wurde er Generaldirektor im Bereich Einkommen des Finanzministeriums. 1991 war er Generaldirektor bei der Sozialversicherung Bağ-Kur, 1992 bis 1999 bei der Sozialversicherungsanstalt (SSK). Danach trat er in die Demokratische Linkspartei (DSP) des Ministerpräsidenten Bülent Ecevit ein.

## Politik
Bei den Parlamentswahlen im Jahr 2002 sowie bei den darauf folgenden Wahlen im Jahr 2007 wurde er als Kandidat für den Wahlbezirk Istanbul für die 1923 von Mustafa Kemal Atatürk gegründete laizistische Republikanische Volkspartei CHP in die Große Nationalversammlung zum Abgeordneten gewählt.
Kemal Kılıçdaroğlu bekam von der türkischen, aber auch der internationalen Presse wegen seiner ruhigen Art und äußeren Ähnlichkeit mit Mahatma Gandhi den Spitznamen Gandi Kemal.
Kılıçdaroğlu wurde in den Medien dadurch bekannt, dass er Unterschlagungen und Veruntreuungen untersuchte und sich gegen Korruption in Verwaltung und Innenpolitik der Türkei einsetzte. Zu den Tatverdächtigen gehörten hochrangige Politiker der AKP wie Şaban Dişli, Dengir Mir Mehmet Fırat und Melih Gökçek. Die CHP stellte ihn bei den Kommunalwahlen in der Türkei 2009 als Kandidaten für das Amt des Bürgermeisters von Istanbul auf. Er erhielt über 35 Prozent der Stimmen; der amtierende Bürgermeister Kadir Topbaş (AKP) wurde wiedergewählt.
Am 22. Mai 2010 wurde Kılıçdaroğlu auf dem 33. Parteikongress der CHP mit 100 % der abgegebenen gültigen Stimmen zum 7. Parteivorsitzenden gewählt. Bei der Parlamentswahl 2011 am 12. Juni wurde die CHP unter seinem Vorsitz mit 25,95 Prozent Stimmanteil und 135 Abgeordneten zweitstärkste Partei der 24. Legislaturperiode des türkischen Parlaments. Kılıçdaroğlus Wahl wurde im In- und Ausland als Signal dafür angesehen, dass die CHP, die zuletzt vor allem durch nationalistische Rhetorik aufgefallen war, zu einer wirklich linken und sozialdemokratischen Politik zurückkehre.
Im August 2010 äußerte Kılıçdaroğlu zur PKK: „Das sind Terroristen, die eine konstruktive Lösung nicht interessiert. Das wissen wir, und die PKK weiß das auch.“
Am 30. August 2012 wurde Kılıçdaroğlu zum Vizepräsidenten der Sozialistischen Internationale (SI) gewählt.
Am 15. Mai 2013 wurde ein Treffen mit dem Vorsitzenden der sozialdemokratischen Fraktion im Europaparlament Hannes Swoboda (SPÖ) abgesagt, weil nach Kılıçdaroğlus Meinung der Sozialdemokrat Swoboda dem damaligen türkischen Ministerpräsidenten Erdoğan mit Samthandschuhen begegnete. Kılıçdaroğlu kritisierte den zunehmend autoritären Kurs des türkischen Ministerpräsidenten Erdoğan scharf und bezeichnete diesen als Diktator. Kılıçdaroğlu erklärte auf einer Pressekonferenz in Brüssel, dass der Unterschied im Demokratieverständnis zwischen Syriens Machthaber Baschar al-Assad und Premier Erdoğan nur in Schattierungen bestehe. Beide hätten spezielle Gerichte und Staatsanwälte. Den Medien würden Instruktionen gegeben und bestimmt, welche Journalisten ins Gefängnis gingen. Er wies damit auf die sich unter Erdoğan massiv verschlechternde Pressefreiheit in der Türkei hin. SPÖ-Europaparlamentarier Hannes Swoboda erwiderte, es sei inakzeptabel, Erdoğan mit al-Assad zu vergleichen.
Kılıçdaroğlu stellte sich beim Putschversuch am 15. Juli 2016 mit seiner Partei hinter den Präsidenten Erdoğan. Er hatte aus Protest den neuen Präsidenten-Palast Erdoğans, dessen Bau von mehreren juristischen Instanzen als nicht rechtmäßig verurteilt worden war, nie betreten bis nach dem Putschversuch; wenn im Land eine außergewöhnliche Situation, eine Staatskrise eintrete, werde er das tun, und die sei nun eingetreten.
Am 25. August 2016 wurde in der Region Artvin ein Anschlag auf die Fahrzeugkolonne verübt, in der sich Kılıçdaroğlu befand. Dabei wurde ein Soldat des Begleitschutzes getötet und zwei weitere verletzt.  Der Anschlag sorgte in der türkischen Politik für eine Schockwelle; Innenminister Efkan Ala erklärte, der Angriff sei von PKK-Terroristen verübt worden. Ministerpräsident Yildirim sprach von einem „niederträchtigen Terrorangriff auf die demokratische Stabilität und den gesellschaftlichen Frieden“. Er ziele darauf ab, „das Chaos im Land zu vergrößern“. Die prokurdische HDP, die von der Regierung oft der Unterstützung der PKK bezichtigt wurde, verurteilte den Anschlag ebenfalls.
Angesichts des radikalen Vorgehens der Regierung gegen tatsächliche oder vermeintliche Oppositionelle und der Einschränkung der Presse- und Meinungsfreiheit kritisierte Kılıçdaroğlu Ende Oktober 2016 die AKP und die Regierung; er äußerte, es gebe zwischen der AKP und dem IS eine ideologische Verwandtschaft.
Am 8. November 2016 wurde bekannt, dass Präsident Erdoğan bei der Staatsanwaltschaft Ankara Strafanzeige wegen „schwerer Beleidigung“ gegen alle CHP-Abgeordneten (also auch Kılıçdaroğlu) erstattet hat.
Am 15. Juni 2017 brach Kılıçdaroğlu zu einem öffentlichen Protestmarsch (Adalet yürüyüşü, „Gerechtigkeitsmarsch“) von Ankara nach Istanbul auf. Anlass war die Verurteilung seines Partei- und Parlamentskollegen Enis Berberoğlu zu einer 25-jährigen Haftstrafe wegen Geheimnisverrats sowie dessen anschließende Verhaftung. Die Verurteilung war möglich, weil Kılıçdaroğlu und seine Partei im Vorjahr einer Verfassungsänderung für die Aufhebung der Immunität zugestimmt hatten. Ziel des Marsches war das Gefängnis von Maltepe, in dem sich Berberoğlu befand. Auf der rund 400 Kilometer langen Strecke von Ankara nach Maltepe in Istanbul wurde Kılıçdaroğlu von Tausenden begleitet, die Schilder mit der Aufschrift Adalet (türkisch Gerechtigkeit) trugen und sich für eine unabhängige Justiz einsetzten. Kılıçdaroğlu und Staatspräsident Erdoğan warfen sich im Zusammenhang mit den Vorgängen gegenseitig Beeinflussung der Justiz vor. Erdoğan drohte, dass Kılıçdaroğlus Verhalten Konsequenzen nach sich ziehen werde. Nach 23 Tagen erreichte Kılıçdaroğlu am 7. Juli 2017 die Provinz Istanbul.
Die Abschlusskundgebung fand am 9. Juli 2017 in Istanbul-Maltepe statt. Nach Angaben der Organisatoren nahmen bis zu zwei Millionen Menschen daran teil; regierungsnahe Medien berichteten von 100.000 Teilnehmern.
Nachdem Staatspräsident Erdoğan im April die Parlamentswahl und die Präsidentschaftswahl auf den Juni 2018 vorgezogen hatte, sind die Oppositionsparteien CHP und IYI zusammengerückt und gründeten ein Wahlbündnis, wie Kılıçdaroğlu und Meral Akşener nach zuvor geführten Gesprächen bekanntgaben.
Am 21. April 2019 wurde Kılıçdaroğlu bei der Beerdigung eines Soldaten in dem Hauptstadtbezirk Çubuk körperlich angegriffen, woraufhin er dort in ein Haus gebracht werden musste, um vorübergehend seine Sicherheit zu gewährleisten. Dem Bildmaterial zufolge wollten einige Angreifer dieses Haus auch anzünden. Kılıçdaroğlu wurde unter anderem von einer Person ins Gesicht geschlagen, erlitt jedoch keine Verletzungen. Wie sich später herausstellte, war diese Person AKP-Mitglied. In den folgenden Tagen wurden insgesamt neun Personen verhaftet. Die Tat wurde von vielen Seiten (einschließlich Präsident Erdoğan) verurteilt, die CHP und Kılıçdaroğlu sprachen im Zuge dessen von einer geplanten Aktion.
Im März 2023 gab Meral Akşener bekannt, dass İyi das 2018 gegründete Wahlbündnis verlassen habe. Die Partei sei mit der Kandidatenwahl Kılıçdaroğlu nicht einverstanden, da dieser nicht mehr den nationalen Willen vertrete. Kurz darauf einigte sich  das aus sechs Parteien bestehende Oppositionsbündnis (inkl. İyi) auf Kılıçdaroğlu als gemeinsamen Kandidaten für die Präsidentschaftswahl im Mai 2023, in der Kılıçdaroğlu gegen Amtsinhaber Erdoğan antrat.
Ein wichtiger Slogan von Kılıçdaroğlu im Präsidentschaftswahlkampf 2023 war, alle „Flüchtlinge und Illegale“ aus der Türkei abzuschieben. Nach UNO-Angaben hielten sich in der Türkei zu dem Zeitpunkt rund vier Millionen Geflüchtete auf, die Mehrheit davon aus Syrien. Im November desselben Jahres verlor Kılıçdaroğlu den Parteivorsitz der CHP in einer Kampfabstimmung an den politisch vergleichsweise unerfahrenen Özgür Özel.

## Veröffentlichungen
- İşsizlik Sigortası Kanunu-Yorum ve Açıklamalar. TÜRMOB, Januar 1993 (dt.: Kommentare und Erklärungen zum Gesetz über die Arbeitslosenversicherung)
- 1948 Türkiye İktisat Kongresi. 1. baskı DPT, 2. baskı SPK, September 1997 (dt.: Der Wirtschaftskongress der Türkei 1948)
- Kayıtdışı Ekonomi ve Bürokraside Yeniden Yapılanma Gereği. TÜRMOB (dt.: Notwendige Neustrukturierungen im informellen Sektor der Wirtschaft und der Verwaltung)
- A Long March for Justice in Turkey. In: The New York Times online. 7. Juli 2017  (Gastbeitrag, englisch).